# دشمن زن (فیلم ۱۳۳۷)
دشمن زن فیلمی به کارگردانی و نویسندگی پرویز خطیبی محصول سال ۱۳۳۷ است.

## خلاصه داستان
پدر «ویدا» چون قصد دارد دخترش را به ازدواج مرد پیر ثروتمندی درآورد، او را از پانسیون شبانه‌روزی خارج می‌کند و دختر وقتی از قصد پدر آگاه می‌شود، از خانه گریخته و مجدداً به پانسیون بازمی‌گردد و از مدیرهٔ پانسیون و همچنین معلم جوان زبان انگلیسی تقاضای کمک می‌کند...

## بازیگران
- ناصر ملک‌مطیعی
- ویدا قهرمانی
- عبدالعلی همایون
- عباس مصدق
- زینت مؤدب
- پرخیده